# Arrondissement de Verden
L'arrondissement de Verden est un arrondissement  ("Landkreis" en allemand) de Basse-Saxe  (Allemagne).
Son chef-lieu est Verden.

## Villes, communes et communautés d'administration
(nombre d'habitants en 2006)
| Einheitsgemeinden - 1. Achim, ville, commune autonome (30 110) - 2. Dörverden (9 542) - 3. Kirchlinteln (10 462) - 4. Langwedel, Flecken (14 644) - 5. Ottersberg, Flecken (12 183) - 6. Oyten (15 244) - 7. Verden (Aller), ville, commune autonome (26 828) | Samtgemeinden avec leurs communes membres Siège de la Samtgemeinde * - 1. Samtgemeinde Thedinghausen (14 971) 1. Blender (3 017) 2. Emtinghausen (1 661) 3. Riede (2 741) 4. Thedinghausen * (7 552) |

## Administrateurs de l'arrondissement
- 1885-1888 Carl Roscher
- 1888-1890 Paul Bugisch
- 1890-1924 Max Seifert (de)
- 1924-1932 Adolf Varain (de)
- 1932-1933 Otto Eichhorn (de)
- 1933-1945 Karl Weber (NSDAP)
- Juin–décembre 1945 Johann Thies (de)
- Décembre 1945-janvier 1946 Hans Gröffel
- Janvier–mars 1946 Friedrich Rasch
- Avril–juin 1946 Kurt Utermann
- Juin–octobre 1946 Hermann Müller
- Octobre 1946–1972 Ratje Niebuhr
- 1972-1981 Hans Puvogel (de) (CDU)
- 1981-1986 Dieter Dieckhoff (de) (CDU)
- 1986-1999 Christoph Rippich (de) (SPD)
- 1999-2005 Hans-Jürgen Wächter (SPD)
- depuis 2005 Peter Bohlmann (de) (SPD)